# 彩虹小馬 (1980年代動畫)
《彩虹小馬》（英語：My Little Pony）是美國玩具公司孩之寶旗下品牌彩虹小馬於1980年代推出的動畫系列，包括1984~1985年的兩篇長篇動畫—《午夜城堡搶救行動》(1984年)、《逃離卡特里娜》(1985年)，及1986~1987年的電視動畫影集彩虹小馬好朋友。在1986年的影集播映前，也曾推出劇場版彩虹小馬大電影。這一系列影集與1992年的彩虹小馬童話一般稱為第一代彩虹小馬動畫。

## 簡介
1984年，孩之寶因應玩具的銷售，推出了第一篇長篇特別節目—《午夜城堡搶救行動》（Rescue at Midnight Castle），內容敘述小馬居住的夢幻村遭到提雷克（Tirek）魔王的入侵，於是飛馬螢火蟲便到遠方尋求人類女孩Megan Williams的幫助。本作的人設大致被後續的《逃離卡特里娜》、《My Little Pony: The Movie》及影集《My Little Pony 'n Friends》沿用（但各作中角色與背景設定皆有些許差異），主軸在於小馬們與惡勢力的對抗，並穿插著日常生活劇情。

## 外部連結
- 互联网电影数据库（IMDb）上《My Little Pony》的资料（英文）